# Farinera Albareda
La Farinera Albareda és un edifici modernista del municipi de Manresa (Bages) protegit com a bé cultural d'interès local. Fou projectat per l'arquitecte Alexandre Soler i March l'any 1909.

## Descripció

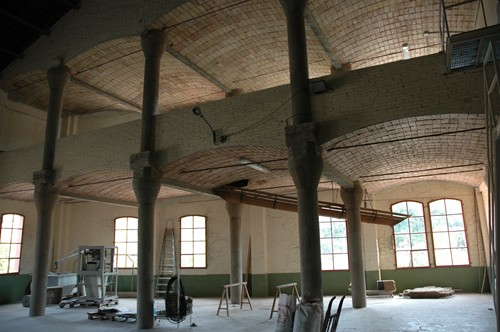
Interior del magatzem

Edifici industrial aïllat que ocupa quasi mitja illa. L'edifici consta de tres cossos: al mig la farinera, de planta baixa i tres pisos amb coberta a dues aigües; adossat a la farinera un altre cos de planta baixa i dos pisos (magatzem), i a l'altra banda l'habitatge de planta baixa i dos pisos. La façana de la farinera que dona al Passeig del riu, presenta grans vidrieres emmarcades amb brancals i arcs per totxo vist, sobre fons d'arrebossat blanc. La del magatzem és de pedra buixardada, i la de l'habitatge de totxo vist (angles i obertures), i arrebossada la resta. L'interior de la farinera presenta una estructura de pilars de fosa, façanes de fusta, forjats i terra de fusta.